# Sopkî, Boureni
Sopkî (în ucraineană Сопки) este un sat în comuna Lozeanskîi din raionul Boureni, regiunea Transcarpatia, Ucraina.

## Demografie
Componența lingvistică a localității Sopkî
     Ucraineană (99,32%)
     Alte limbi (0,34%)
Conform recensământului din 2001, majoritatea populației localității Sopkî era vorbitoare de ucraineană (99,32%), existând în minoritate și vorbitori de alte limbi.